# 笠原芳光
笠原 芳光（かさはら よしみつ、1927年5月23日 - 2018年11月10日）は、日本の宗教学者、京都精華大学名誉教授。宗教思想史専攻。評論家として『思想の科学』などに執筆。文芸評論も行う。

## 来歴
大阪府生まれ。同志社大学卒業、同志社大学大学院神学研究科修士課程修了。同大宗教主事、1969年京都精華大学教授。83年から92年まで学長を三期務めた。1998年定年、名誉教授。

## 著書
- 『現代キリスト教入門 新しい人間の問題』教文館(現代キリスト教双書)1964
- 『純粋とユーモア 評論集』教文館 1967
- 『人間の広場』日本YMCA同盟出版部 1969
- 『塚本邦雄論 逆信仰の歌』審美社 1974／増訂版・砂子屋書房　2011
- 『信と不信の文学』未来社 1981
- 『宗教の現在 日本人の宗教観』人文書院 1982
- 『宗教再考』教文館 1986
- 『宗教の森』春秋社 1993
- 『言葉と出会う本』法蔵館 1996
- 『はじめに言葉あり 一一〇人の断章』春秋社 1996
- 『イエス逆説の生涯』春秋社 1999
- 『日本人のイエス観』教文館 2007

### 共著
- 『キリスト教の戦争責任 日本の戦前・戦中・戦後』森岡巌共著 教文館 1974
- 『生者と死者のほとり 阪神大震災・記憶のための試み』季村敏夫共編 人文書院 1997
- 『イエスとはなにか』佐藤研共編著 春秋社 2005
- 『思想とはなにか』吉本隆明共著 春秋社 2006